# Henri Kunkler
Heinrich Otto «Henri» Kunkler (* 23. Oktober 1886 in St. Gallen; † 15. April 1951 ebenda) war ein Schweizer Luftfahrtpionier.
Kunklers Vater war Bäckermeister und Konditor. Nach Abschluss der Kantonsschule St. Gallen machte Kunkler eine kaufmännische Lehre in einem Stickereigeschäft. 1909 heiratete er Emma Maestrani, Tochter des Schokoladefabrikanten (siehe Maestrani) und Kaufmanns Robert Richard Maestrani.
Ab 1910 beschäftigte sich Kunkler mit der Fliegerei und begann ab Mai 1911 mit einem Eindecker vom Typ Blériot XI ab dem Militärflugplatz Dübendorf mit ersten Flügen. Ab 1912 betätigte er sich am damaligen Flugfeld im St. Galler Breitfeld als Flugzeugkonstrukteur und baute insbesondere den Hochdecker «Rossier-Kunkler» – mit diesem Flugzeug flog er im Juli 1912 in 12½ Stunden und mit zwei Notlandungen nach Dübendorf. Kunkler führte Schau- und Passagierflüge durch. Am 19. März 1913 erregte Kunkler Aufsehen, indem er als erster die Stadt St. Gallen mit einem Flugzeug überflog. Während des Ersten Weltkriegs war Kunkler Fluglehrer an deutschen Militärfliegerschulen, u. a. in Freiburg im Breisgau. 1927 gab Kunkler die Fliegerei auf – sie bot ihm zu wenige berufliche Möglichkeiten – und wurde Vertreter.
In Dübendorf ist eine Strasse nach Kunkler benannt.

## Archiv
- Kunkler Henri (1886–1951) Dokumentensammlung. im Schweizerischen Wirtschaftsarchiv, Basel